# 地球防衛家族
『地球防衛家族』（ちきゅうぼうえいかぞく）は、グループ・タック制作の日本のテレビアニメ。

## 概要
WOWOWにて2001年1月9日から同年3月29日まで放送。全14話（ただし、第14話は未放送で、DVD作成時に製作）。続編である「地球防衛家族2」が企画されアフレコも行われたが、放送やソフト化は実現されていない。
音響スタッフは鶴岡陽太、野口透といった『THE ビッグオー』『FF：U 〜ファイナルファンタジー:アンリミテッド〜』での布陣を踏襲した形をとっている。

## ストーリー
千葉県船橋市に暮らす大地家。家庭崩壊の危機を迎えていた一家に宇宙人から地球を守る任務が与えられた。果たして侵略者から地球を守り抜けるのか。

## 登場人物
大地大
声 - くまいもとこ
様々な問題行動を起こすモンスターチルドレンの小学生。自己中心的で破天荒な性格でわがまま。両親の離婚には反対している。
戦闘では後先考えず派手な必殺技ばかり好んで使用するため、防衛成功報酬よりも多額の経費を出してしまう。

大地望
声 - 清水香里
母親が投げ出した家事全般から弟の面倒、さらには自分の高校受験が控えている女子中学生。ヴィジュアル系バンド「パニックス」が好き。

大地衛
声 - 神谷明
無気力でヘタレな父親。職業はプログラマー。妻が他の男と浮気をしている事を知っているが何も言えないでいる。
家族の事に関しては基本的に無関心で興味が無く、自分の趣味と娯楽を優先する。
大地聖子
声 - 小山茉美
家族に対する愛情が希薄な母親。大地一家の家計を支えるキャリアウーマン。他の男と浮気をしている。

白鳥エレン
声 - 矢島晶子
大のクラスに転入してきた謎の美少女。  絶えず大地一家の行動を監視している。

江島ジュン子
声 - 水谷優子
小学校の教師。大の担任で、問題行動ばかり起こす大に頭を悩ませる。

京田春香
声 - 松本さち
望のクラスメイトで友達(親友)。ぽっちゃりした眼鏡をかけた女の子。4話で望に体育館で助けられた話をした際「あんなカッコええ子。側におったら恋人にほしいわ」と話しており助けてくれた人物は男の子だと思っている。

ヘン
声 - 水田わさび
3話で登場した宇宙怪獣を倒した際に大が拾ったビーズを大が飲み込んでしまい生まれた生物。インプリンティングで大を親と認識してしまう。家族や近所に迷惑をかけた為聖子に捨ててくるよう言われ迷うが結局学校にまで隠して連れて来て騒動となる。ヘレンに言われ空き地において帰宅するがヘンは戻って来てしまう。宇宙生物を育てる事は出来ないと衛が強制的に宇宙へ捨てに行く。
タツオ
声 - 檜山修之
大のクラスメイト。ガキ大将の様な男の子。

## スタッフ
- 原作・シリーズ構成 - 河森正治
- 監督 - 木村哲
- キャラクターデザイン - 毛利和昭
- メカニック・クリーチャーデザイン - 河森正治、京田知己、宮武一貴
- 美術監督 - 中村隆、宮野隆、松宮正純
- 色彩設定 - 後藤恵子
- 撮影監督 - 豊永安義
- 編集 - 古川雅士
- タイトル - マキ・プロ
- 現像 - IMAGICA
- 効果 - 野口透（アニメサウンド）
- 音響監督 - 鶴岡陽太
- 音楽 - 中シゲヲ（ザ・サーフコースターズ）
- プロデューサー - 高梨実、大西つとむ
- 製作 - バンダイビジュアル、グループ・タック

## 主題歌
オープニングテーマ「SAMURAI」
作詞・作曲・歌 - ROLLY / 編曲 - ROLLY&有近真澄
エンディングテーマ「花のかたち」
作詞・作曲・歌 - 新居昭乃 / 編曲 - 保刈久明

## 各話リスト
未放送話「絶叫!愛の迷宮地獄」は、テレビ放送終了後に新たに追加されたエピソードである。そのため、DVDでは第12話を一部再編集することでエピソード間の整合性を保っている。（第12話オンエア版も同時収録。）
以下はDVDでの収録順である。
| 話数     | サブタイトル        | 脚本     | 絵コンテ | 演出       | 作画監督          |
| -------- | ------------------- | -------- | -------- | ---------- | ----------------- |
| 第1話    | 地球最期の日        | 河森正治 | 木村哲   | 木村哲     | 毛利和昭          |
| 第2話    | みんなバラバラ      | 河森正治 | 木村哲   | 木村哲     | 中原久文 毛利和昭 |
| 第3話    | いえろおかあど      | 河森正治 | 増井壮一 | 増井壮一   | 真庭秀明          |
| 第4話    | 仰天!大地家の変     | 河森正治 | 佐藤卓哉 | 稲垣隆行   | 宍倉敏            |
| 第5話    | 特訓!眠れない夜     | 河森正治 | 小林常夫 | 小林智樹   | もりやまゆうじ    |
| 第6話    | 戦士の休息          | 河森正治 | 小林孝志 | 武本康弘   | 池田和美          |
| 第7話    | 雨の中のアイツ      | 曲田豆平 | 木村哲   | 中西伸彰   | 清水博明          |
| 第8話    | かわいい侵略者      | 大野木寛 | 木村哲   | 嵩城溯葉   | 杉江敏治          |
| 第9話    | 愛が地球を滅ぼす日  | 隅沢克之 | 木村哲   | 鈴木輪流郎 | 五月女浩一朗      |
| 第10話   | ハチ公前、夜8時     | 曲田豆平 | 木村哲   | 矢野篤     | 味錦稔 長野伸明   |
| 第11話   | 戦慄!大地家の深い闇 | 大野木寛 | 京田知己 | 京田知己   | 毛利和昭          |
| 未放送話 | 絶叫!愛の迷宮地獄   | 大野木寛 | 小林孝嗣 | 京田知己   | 毛利和昭          |
| 第12話   | 炎のバースディ      | 河森正治 | 京田知己 | 藤本義孝   | 近藤高光          |
| 第13話   | 決戦!花束を君に…    | 河森正治 | 木村哲   | 木村哲     | 毛利和昭          |